# Idiocera (Idiocera) pallens
Idiocera (Idiocera) pallens is een tweevleugelige uit de familie steltmuggen (Limoniidae). De soort komt voor in het Palearctisch gebied.